# Дівчата сонця
«Дівчата сонця» (фр. Les Filles du soleil) — копродукційний драматичний фільм 2018 року, поставлений режисеркою Євою Юссон з Гольшіфте Фарахані та Еммануель Берко у головних ролях. Світова прем'єра стрічки відбулася 12 травня 2018 року на 71-му Каннському міжнародному кінофестивалі, де вона брала участь в основній конкурсній програмі.

## Сюжет
Події розгортаються в Курдистані, де доля зводить абсолютно різних дівчат: Бахар (Гольшіфте Фарахані) — проводирку жіночого батальйону «Дівчата сонця», що воює проти «Ісламської держави», та Матильду (Еммануель Берко) — французьку журналістку, яка працює в гарячій точці, висвітлюючи події.

## У ролях
| • Гольшіфте Фарахані | … | Бахар             |
| • Еммануель Берко    | … | Матильда          |
| • Ерол Афсін         | … | Тіреш             |
| • Евін Ахмад         | … | Беріван           |
| • Зюбейд Булут       | … | Ламія             |
| • Арабі Гібех        | … | чоловік у чорному |
| • Бехі Джанаті Атаї  | … | Далія             |

## Знімальна група
- Автор сценарію — Єва Юссон
- Режисер-постановник — Єва Юссон
- Продюсер — Дідар Домері
- Співпродюсери — Етьєн Комар, Володимир Качарава, Джоспех Росчоп, Ден Векслер, Джамал Зейнал Заде
- Оператор — Маттіаш Троєлструп
- Композитор — Морган Кіббі
- Монтаж — Емілі Орсіні
- Артдиректор — Давид Берсанетті
- Підбір акторів — Ель Амрані Багіджа

## Нагороди та номінації
| Список нагород та номінацій         | Список нагород та номінацій | Список нагород та номінацій | Список нагород та номінацій | Список нагород та номінацій | Список нагород та номінацій |
| Кінофестиваль/Кінопремія            | Рік                         | Категорія                   | Номінант(и)                 | Результат                   | Дж                          |
| ----------------------------------- | --------------------------- | --------------------------- | --------------------------- | --------------------------- | --------------------------- |
| Каннський кінофестиваль             | 2018                        | Золота пальмова гілка       | Дівчата сонця               | Номінація                   | [ 1 ]                       |
| Міжнародний кінофестиваль у Торонто | 2018                        | Приз «Народний вибір»       | Дівчата сонця               | Номінація                   | [ 4 ]                       |